# Briloner Sattel
Der Briloner Sattel ist ein geologischer Sattel (Antiklinale) als Teil einer Sattelstruktur im Hochsauerlandkreis im Rheinischen Schiefergebirge. In ihm tritt Massenkalk aus dem oberen Mitteldevon (Givetium) bis unterem Oberdevon (Frasnium) mit einer Mächtigkeit von 1250 m zutage. Er stammt aus einem tropischen Riffsystem.
Zu den weiteren Strukturen zählen der Warsteiner Sattel im Norden mit dem dazwischen liegenden Teilsattel Scharfenberger Sattel, sowie der Messinghäuser Sattel im Süden, ferner der Remscheid-Altenaer Sattel, der Ebbe-Sattel, Belecker Sattel, der Siegener Sattel, der Ostsauerländische Sattel, die Attendorn-Esper Doppelmulde und beispielsweise der Velberter Sattel weiter westlich im Bergischen Land.